# Numa La
Numa La – przełęcz położona w zachodnim Nepalu, w Himalajach, na wysokości 5120 m n.p.m. Znajduje się na drodze z Kaigaon do Tarakot przez Ringmo (jezioro Phoksumdo).